# Oospila athena
Oospila athena är en fjärilsart som beskrevs av Druce 1892. Oospila athena ingår i släktet Oospila och familjen mätare. Inga underarter finns listade i Catalogue of Life.